# JIT II
JIT II is een logistieke methode die voortborduurt op de al reeds bekende just-in-timetechniek.
JIT II is een variant op het gewone JIT waarin de relatie met de leverancier nog sterker is dan de originele JIT. Bij JIT II zit er een medewerker van de leverancier in het pand van de klant. Deze medewerker wordt betaald door de leverancier maar werkt in dienst van de klant. De medewerker houdt voorraden in de gaten en bestelt goederen als dit nodig is. Daarnaast kan deze medewerker bevoegd zijn om planningen en dergelijke te maken. Een dergelijke medewerker kan dus als een volledige medewerker worden gezien, als de banden met de afnemer goed genoeg zijn. Er moet uiteraard wel wederzijds respect zijn om het vertrouwen te geven de medewerker van de leverancier toe te laten in de bestanden van de klant.
In het Engels wordt een medewerker van de leverancier in het pand van de afnemer ook wel in-plant (in de fabriek) genoemd. JIT II werd oorspronkelijk opgestart bij BOSE (een onderneming in audio-apparatuur).